# Tessancourt-sur-Aubette
Tessancourt-sur-Aubette là một xã thuộc tỉnh Yvelines, trong vùng Île-de-France, Pháp, cự ly khoảng 17 km về phía đông của Mantes-la-Jolie và 2 km về phía bắc của Meulan.
Các xã giáp ranh là: Gaillon-sur-Montcient về phía tây, Condécourt về phía đông bắc, Meulan Évecquemont về phía nam. 
Kinh tế chủ yếu là nông nghiệp.